# 拉比利亞河
拉比利亞河（西班牙語：La Villa River）是巴拿馬的河流，位於該國南部埃雷拉省和洛斯桑托斯省，處於阿蘇埃羅半島，流經阿蘇埃羅山脈，河道全長177公里，流域面積1,284平方公里。拉維利亞德洛斯桑托斯（La Villa de Los Santos）位于此河左岸。